# Coryphantha retusa
Coryphantha retusa ist eine Pflanzenart in der Gattung Coryphantha aus der Familie der Kakteengewächse (Cactaceae). Das Artepitheton retusa stammt aus dem Lateinischen, bedeutet ‚abgestumpft‘ und verweist auf die Form der Warzen.

## Beschreibung
Coryphantha retusa wächst einzeln mit abgeflacht kugelförmigen bis kurz zylindrischen, trübgrünen Trieben, die bei Durchmessern von 5 bis 10 Zentimetern Wuchshöhen von 3 bis 7 Zentimeter erreichen. Die bis zu 8 Millimeter langen Warzen sind ungleich angeschwollen. Die Axillen und die Furchen auf den Warzen sind anfangs bewollt und verkahlen später. Mitteldornen werden nicht ausgebildet. Die sechs bis zwölf weißlich gelben Randdornen vergrauen im Alter. Sie sind abgeflacht, kammförmig angeordnet und 0,9 bis 2 Zentimeter lang. Mit Ausnahme der obersten sind sie pfriemlich.
Die glockenförmigen, gelben Blüten erreichen Längen von 3,5 bis 5 Zentimeter und Durchmesser von 4 bis 5 Zentimeter. Die ellipsoiden grünen Früchte werden bis zu 3 Zentimeter lang.

## Verbreitung, Systematik und Gefährdung
Coryphantha retusa ist in den mexikanischen Bundesstaaten Oaxaca und Puebla auf Grasland auf Lavaböden verbreitet.
Die Erstbeschreibung durch Nathaniel Lord Britton und Joseph Nelson Rose wurde 1923 veröffentlicht. Reto F. Dicht und Adrian D. Lüthy schlugen im Jahr 2000 vor, den Namen Coryphantha retusa zu konservieren und den von Ludwig Georg Karl Pfeiffer 1837 aufgestellten dubiosen Namen Mammillaria retusa zurückzuweisen.
Ein nomenklatorisches Synonym ist Cactus retusus (Pfeiff.) Kuntze (1891).
In der Roten Liste gefährdeter Arten der IUCN wird die Art als „Data Deficient (DD)“, d. h. mit keinen ausreichenden Daten geführt.

## Nachweise